# Тео Шар
Тео Шар (нім. Theo Schär, 16 лютого 1903 — ?) — швейцарський футболіст, що грав на позиції воротаря.
Виступав, зокрема, за клуби «Базель», «Серветт», а також національну збірну Швейцарії.

## Клубна кар'єра
Виступав у складі клубу «Базель» протягом трьох сезонів. Зіграв за цей час у складі клубу 76 матчів, 46 з яких у чемпіонаті країни.
В 1925 році перейшов у команду «Серветт» з Женеви. В 1926 році став з командою Чемпіоном Швейцарії. Того ж року виступав у складі команди у півфіналі кубка Швейцарії, де його клуб поступився «Берну» (0:1). 

## Виступи за збірну
У складі національної збірної Швейцарії був запасним воротарем під час футбольного турніру на Олімпійських іграх 1924 року в Парижі, де разом з командою здобув «срібло». 
Дебютував в офіційних матчах у складі команди лише в 1926 році в поєдинку проти збірної Нідерландів (0:5). Цей матч залишився для нього єдиним у збірній.

## Титули і досягнення
- Чемпіон Швейцарії (1):

«Серветт»: 1925–1926
- Срібний олімпійський призер (1):

Швейцарія: 1924